# Финансовое регулирование
Финансовое регулирование — это форма регулирования, направленная на поддержание целостности финансовых систем.

## Цели и задачи финансового регулирования
- Формирование доверия к финансовому рынку
- Поддержка финансовой стабильности
- Обеспечение защиты потребителей
- Сокращение уровня финансовых преступлений
- Регулирование иностранного участия на финансовых рынках

## Органы финансового регулирования по странам
- США
  - Федеральная резервная система
  - Комиссия по ценным бумагам и биржам
  - Служба регулирования отрасли финансовых услуг
  - Комиссия по торговле товарными фьючерсами
  - Федеральная корпорация по страхованию вкладов
- Германия
  - Федеральное управление финансового надзора
- Китай
  - Комиссия по регулированию банковской деятельности